# Италия (франкское королевство)
Итальянское королевство (лат. Regnum Italiae или Regnum Italicum; также Ломбардское королевство) — средневековое государство в Северной Италии, существовавшее с 781 года. В 781—843 годах находилось в составе Франкской Империи Карла Великого, с 843 по 855 — в составе Средне-Франкского Королевства Лотаря I, а с 855 года по Прюмскому разделу Королевства Лотаря независимо. В 951 году (окончательно — в 961 году) королевство было включено в состав Священной Римской империи.

## История

### Италия в составе Каролингской империи
В 774 году король франков Карл Великий завоевал Лангобардское королевство и короновался в Павии как король лангобардов. В 781 году он выделил Италию в качестве вассального королевства своему малолетнему сыну Пипину (777—810). В 800 году после коронации Карла императором королевство вошло в состав Каролингской империи.
После смерти Пипина в 810 году королевство вновь оказалось под непосредственным управлением Карла Великого. В 812 году император назначил наместником незаконного сына Пипина, Бернарда (ок. 797—818), и вскоре он уже упоминался с королевским титулом.
После смерти в 814 году Карла Великого новый император, Людовик I Благочестивый, подтвердил титул Бернарда. Однако, в июне 817 года Людовик I, желая закрепить наследственные права своих сыновей на Франкское государство, издал капитулярий Ordinatio imperii («О порядке в Империи»), в котором наделял старшего сына, Лотаря I, большими владениями и титулом соправителя, а младших сыновей, Пипина и Людовика, назначал подчинёнными королями. О Бернарде в документе не было сказано ни слова, хотя, формально, его право на престол Италии сомнению не подвергалось, однако документ вызвал недовольство Бернарда, чей статус как правителя стал неопределённым. К тому же среди ближайшего окружения короля Италии было много лиц из числа тех, кого император Людовик I в последнее время отстранил от своего двора. Советники Бернарда начали подбивать его принять срочные меры для закрепления за собой отцовского наследства — он поддался на их уговоры и осенью начал подготовку к процедуре принесения его подданными присяги ему, а не Лотарю, как того требовал император. Об этом враги Бернарда — епископ Вероны Ратольд и граф Брешии Суппон I, преувеличив масштабы заговора, немедленно доложили Людовику I. Тот незамедлительно в декабре выступил к Шалону. Узнав об этом, Бернард перекрыл горные проходы в Альпах, пытаясь преградить путь императору в Италию, и объявил о созыве войска. Однако, видя малочисленность своей армии, Бернард поспешил к Людовику I с мольбой о прощении и доказательством своей верности, но, по прибытии в Шалон, был арестован, и в 818 году ослеплён, после чего умер.
Италия в итоге досталась Лотарю I, старшему сыну Людовика I Благочестивого, коронованному в 817 году как император и соправитель отца. Впоследствии Лотарь I вместе с братьями несколько раз восставал против отца, а после его смерти в 840 году попытался установить власть над своими братьями, что вызвало новую междоусобную войну. 25 июня 841 года Лотарь I был разбит братьями в битве при Фонтене, а в 842 году вынужден был заключить перемирие. В итоге, в 843 году, был заключён Верденский договор, по которому Каролингская империя была окончательно разделена между Лотарем I, Людовиком II Немецким и Карлом II Лысым.

### Королевство в 843—888 годах

Раздел Франкской империи по Верденскому договору 843 г.

По Верденскому договору 843 года Лотарь I получил в управление так называемое Срединное королевство, в которое, кроме Италии, вошла полоса земель от Нидерландов до Прованса. Кроме того, Лотарь I сохранял титул императора, который фактически оказался привязан к титулу короля Италии.
После Верденского раздела Лотарь I ещё несколько раз съезжался с братьями для переговоров, но съезды не мешали военным столкновениям между Каролингами. Последние годы жизни Лотарь I провёл в борьбе с норманнами.
Срединное королевство оказалось недолговечным. Уже после смерти Лотаря I в 855 году по Прюмскому договору оно распалось на три королевства: Итальянское, Лотарингское и Прованское, доставшиеся трём сыновьям Лотаря — Людовику II, Лотарю II и Карлу.

Прюмский раздел королевства Лотаря I в 855 году

Людовик II, коронованный ещё при жизни отца как король Италии и император, получил в своё распоряжение собственно Итальянское королевство, в которое входила Северная Италия: Ломбардия, Лигурия, Тоскана, Фриуль, Романия, Сполето и Папская область. Кроме того, после смерти младшего брата Карла в 863 году Людовик II захватил большую часть Прованса. Всё своё правление он пытался подчинить себе Южную Италию, для чего ему пришлось бороться с арабами и Византией. В итоге к 871 году он присоединил к своему королевству её бо́льшую часть, однако все его завоевания оказались недолговечны и уже в 872 году Южная Италия опять обрела независимость от короля.
После смерти в 875 году императора Людовика II, не оставившего сыновей, папа Иоанн VIII провозгласил королём Италии и императором короля Западно-Франкского королевства Карла II Лысого, который немедленно отправился в Италию. По дороге он разбил Карломана, старшего сына Людовика II Немецкого, посланного задержать его продвижение в Италию, и 17 декабря вступил в Рим. 25 декабря 875 года состоялось помазание Карла на императорский престол. Часть итальянских дворян присягнула ему на верность. Людовик II Немецкий, которому по родовым счётам должен был бы достаться императорский титул, опустошил Лотарингию. Доверив управление Итальянским королевством Бозону Вьеннскому, получившему должность герцога, Карл II, занятый борьбой с племянниками, вернулся во Францию.
Во время отсутствия Карла II Италия испытала новое нашествие арабов, которые несколько раз подступали к стенам самого Рима. Папа Иоанн VIII настойчиво звал его на помощь. В июне 877 года император собрался, наконец, в поход против арабов. В Тортоне он встретился с папой. К концу лета Карл II вступил в Павию, вместе со скрывающимся от преследователей папой. Затем в течение нескольких дней ожидал подхода своих графов, но те так и не явились. Зато пришло известие, что немецкий король Карломан, племянник Карла, стоит неподалёку. Напуганный этой новостью, Карл II отправился в обратный путь, так ничего и не сделав для папы. По дороге он заболел и умер.
Преемником стал Карломан, а после его смерти — Карл III Толстый, младший брат Карломана, который в 881 году короновался императорской короной. Карлу III в 884 году удалось объединить Каролингскую империю, однако резкое недовольство политическим курсом Карла III вылилось в открытое выступление знати против императора. 11 ноября 887 года во Франкфурте Карл III был лишён короны, а империя окончательно распалась.

### Королевство Италия в 888—961 годах
При королях Италии в 888—961 годах Беренгаре I Фриульском, Людовике III Слепом, Рудольфе II Бургундском, Гуго Арльском, Лотаре II, Беренгаре II Иврейском, многие из которых были к тому же и королями Бургундии, страна вступила в эпоху феодальной раздробленности. К 961 году Италия фактически распалась на ряд независимых государств, лишь номинально являвшихся частью Королевства Италия.

### Вхождение в составе Священной Римской империи
В 961 году папа Иоанн XII обратился к королю Германии Оттону I с просьбой о защите против короля Италии Беренгара II и пообещал ему императорскую корону. Оттон I немедленно перешёл Альпы, одержал победу над Беренгаром II и был признан королём лангобардов (Италии), а затем двинулся в Рим. 2 февраля 962 года Оттон I был помазан на царство и коронован императором. В результате королевство было включено в состав образованной в 962 году Священной Римской империи (окончательно в 1014 году).